# Myrmoteras brigitteae
Myrmoteras brigitteae är en myrart som beskrevs av Agosti 1992. Myrmoteras brigitteae ingår i släktet Myrmoteras och familjen myror. Inga underarter finns listade i Catalogue of Life.